# (…)-Szarruma karkemisi király
[…]-Szarruma ([…]-Šarruma vagy […]i-Šarruma) körülbelül i. e. 1312-ben vette át apjától, Pijaszilisztől a kargamisi királyság irányítását, de a forrásokból rövid időn belül eltűnik, és helyette Szarhurunuvasz említései tűnnek fel. Az egyetlen dokumentum, ami említi töredékes, ezért a teljes neve sem ismert. Már II. Murszilisz uralkodásának 9. évében, azaz abban az évben, amikor […]-Szarruma trónra lépett, Murszilisz Kargamisba utazott, hogy Szarhurunuvasz kargamisi és Talmi-Szarruma halapi kinevezéseit megerősítse.
A trónváltás oka nem ismert. II. Murszilisz személyes kargamisi látogatása arra utalhat, hogy fontosnak tartotta Kargamis uralkodójának személyét, mivel bátyjával (Pijaszilisz) igen jó kapcsolatban volt. Elképzelhető, hogy […]-Szarruma meghalt, de az is, hogy Murszilisz szerint nem volt alkalmas a kulcsfontosságú város kormányzására. Olyan verzió is feltehető azonban, hogy a […]i-Szarruma név a Talmi-Szarruma nevet takarja, ez esetben azonos Halap i. e. 1312-ben kinevezett kormányzójával, vagyis egyszerűen csak várost cseréltek öccsével.

## Külső hivatkozások
- Hittites.info